# Varekai

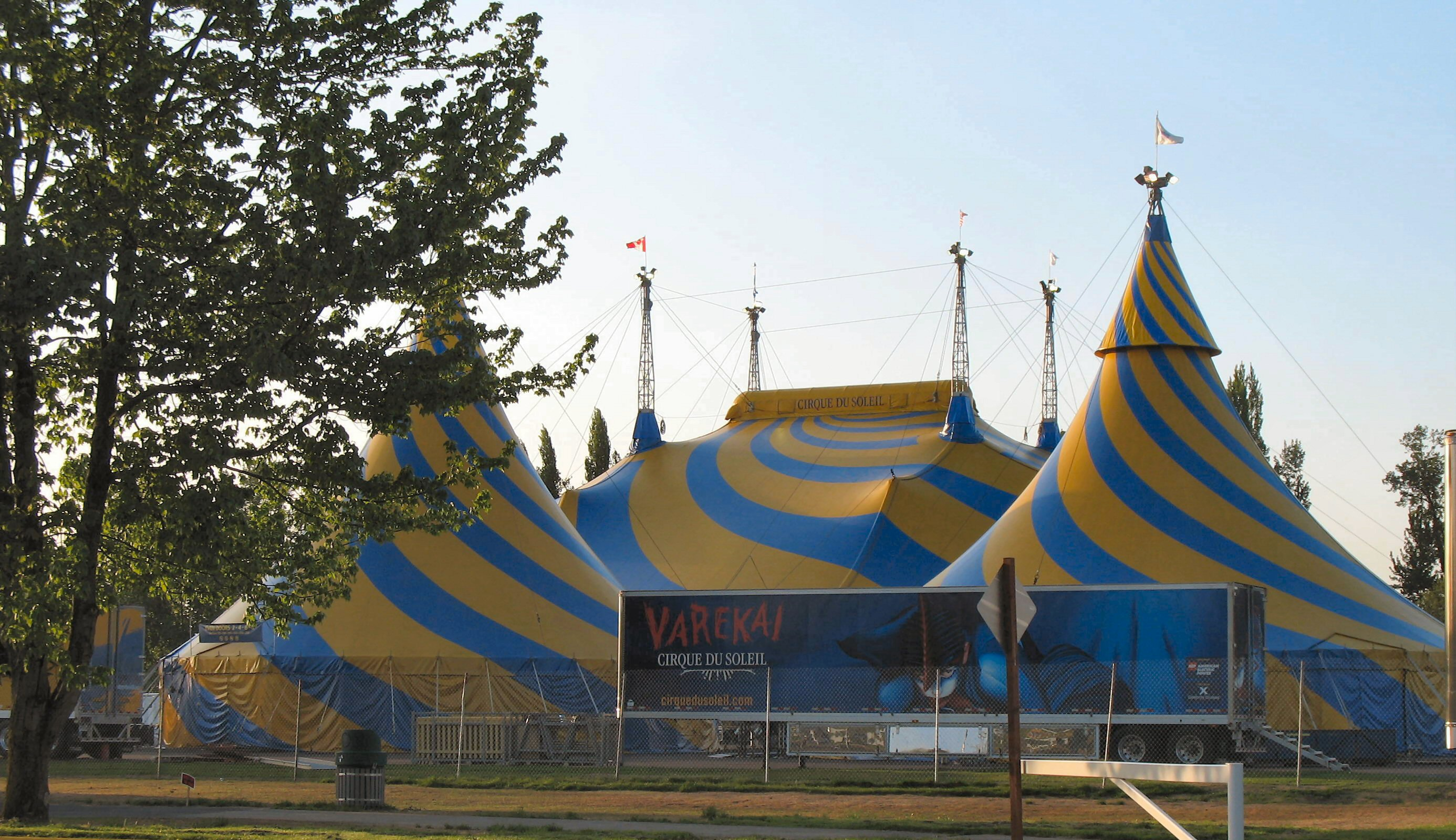
Tenda de Varekai, 2006

Varekai é um espetáculo do circo Cirque du Soleil. Estreou em 2002, depois de 3 anos do seu último número, Dralion. O diretor do espetáculo, Dominic Champagne, descreve-o como uma homenagem à alma nômade.
"Varekai" significa "onde quer que seja" na linguagem romena dos ciganos - os nômades universais. O espetáculo conta a história de Ícaro, que ao voar muito alto rumo ao sol, tem suas asas derretidas, caindo assim no mundo mágico de Varekai. É um dos espetáculos mais ricos em danças e roupas do Cirque.
O espetáculo conta a parte do mito que foi deixada de fora: O que aconteceu com Ícaro depois da queda do céu.
Depois de Quidam (2009/2010) Varekai estreou em São Paulo em setembro de 2011, no parque Villa Lobos e percorreu mais 7 cidades entre setembro de 2011 e julho de 2012.

## Personagens
Varekai tem ao todo 56 intérpretes, dentre os principais são:
- Ícaro: Inocente e vulnerável, descobre-se ferido num mundo desconhecido. O seu desejo de viver e ultrapassar os seus medos levam-no a extremos e ao inevitável renascimento.
- A Noiva: Exótica, conquista Ícaro com a sua sensualidade. Será a sua luz-guia e Ícaro, por sua vez, o motor da sua metamorfose.
- O Guia: Iluminado pelo sol de muitos séculos, é uma espécie de amável e frágil avô, um velho sábio cuja missão é inspirar e promover a mudança.
- Anjo Manco: Um amante aleijado, faz uma dança com suas muletas para incentivar Ícaro a voltar a voar.
- O Vigia: Cientista louco e inventor de grande gênio, colecionador das memórias do mundo e intérprete de sinais, este é o homem que recebe sinais, transforma sons e adverte para acontecimentos vindouros.
- A Rota
- Candide

## Atos
- Vôo de Ícaro: Com agilidade e sensibilidade, um jovem apresenta assombrosos mergulhos aéreos e contorções na rede que o mantém cativo.
- Jogos de Ícaro: Os Icarian Games, uma antiga disciplina raramente vista na cultura circense contemporânea, regressa às luzes da ribalta. O corpo humano torna-se uma catapulta numa elaborada, explosiva e cuidadosamente coreografada demonstração de força, equilíbrio e agilidade.
- Meteoros de Água: Três jovens garotos com cordas de partes metalicas presas às extremidades, realiza simultaneamente várias acrobacias.
- Trapézio Triplo: No seu trapézio triplo bem no alto, 4 jovens apresentam uma série de movimentos acrobáticos, plenos de graça e sensualidade, em perfeita sincronização.
- Dança Georgiana: Este ato tem como inspiração a partir da dança nacional do Lezgins, popular entre muitas pessoas na montanhas do Cáucaso.
- Superfície Deslizante: Os artistas são deslizados em uma superfície especial, eles se arremessam e pegam uns aos outros, criando uma ilusão de patinação.
- Palhaços
- Argolas Aéreas: Suspensa bem alto sobre o palco e voando pelo ar no seu arco, uma jovem apresenta uma variedade de movimentos reveladores da sua força e flexibilidade
- Solo sobre os suportes: Como uma marionete articulada, o Anjo Manco de muletas enquanto intérpretes de fundo balançam em bastões em uma dança que incentiva Ícaro a querer voar novamente.

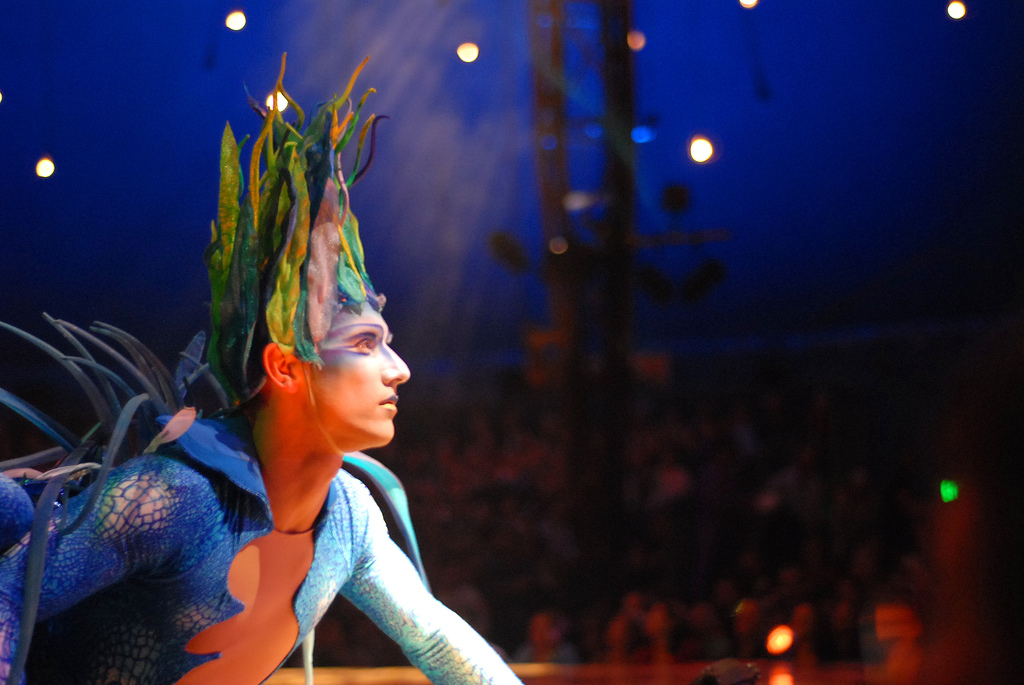
Cirque du Soleil's Varekai em Melbourne

- Faixas Aéreas: Dois acrobatas aéreos suspensos em faixas pelos pulsos, apresentam figures acrobáticas originais numa demonstração ímpar de força e sincronismo. Com faixas duplas, os performers “encontram-se” e tornam-se um só numa série de ritmados movimentos acrobáticos.
- Malabarismo: É feito um malabarismo com bolas grandes, chápeus e ping-pong, manipulando-os com as mãos, pés, cabeça e até sua boca.
- Parada de mão nas varas: Demonstrando uma graciosidade, força e flexibilidade sem paralelo, uma jovem equilibra-se numa série de suportes metálicos estrategicamente dispostas. Apoiando-se quer nos pés, quer nas mãos, executa delicadas contorções conseguindo manter o frágil equilíbrio.
- Balança Russa: Impulsionado por dois balanços russos, acrobatas são lançados para o alto, descendo nos pulsos de seus parceiros ou em uma tela de pouso, às vezes até mesmo voar de um balanço para o outro.

### Atos removidos
- Acrobatic pas de deux: Dois amantes da dança executam manobras acrobáticas, mostrando seu amor, confiança e respeito um pelo outro.

## Música

### Lista de músicas
- 1. Aureus (Spoken word)
- 2. Rain One (Interlude)
- 3. Le Rêveur (Solo on crutches)
- 4. Vocea (Flight of Icarus)
- 5. Moon Light (Handbalancing on canes)
- 6. Rubeus (Spoken word)
- 7. Patzivota (Wedding interlude and setup for Russian swings)
- 8. El Péndulo (Aerial straps)
- 9. Gitans (Opening)
- 10. Kèro Hiréyo (Triple trapeze)
- 11. Infinitus (Spoken word)
- 12. Lubia Dobarstan (Water meteors)
- 13. Emballa (Juggling)
- 14. Oscillum (Russian swings)
- 15. Funambul (Cloud interlude)
- 16. Resolution (not in show)

Abaixo estão as faixas ao vivo, na ordem em que eles aparecem no Exclusive Premium Edition bonus CD. Listados após cada título da faixa é o ato associado com a pista.
- 1. Célébration de l'Errance (Opening dance and finale)
- 2. Trasparenza (Aerial hoop original de Acrobatic pas de deux)
- 3. Euphoria (Icarian games)
- 4. Sun Drum Fun (Body skating)
- 5. Mutationis (Handbalancing on canes)
- 6. Movimento (Georgian dance)